# Pantydia scissa
Pantydia scissa là một loài bướm đêm trong họ Erebidae.